# Volkswagen Golf III
La Volkswagen Golf III è la terza generazione della Volkswagen Golf, un'autovettura prodotta dalla casa automobilistica tedesca Volkswagen dal 1991 al 1999.

## Profilo e contesto
Nel settembre 1991 ci fu l'esordio europeo della terza serie della Golf, accolto con un immediato successo di pubblico e di critica, al punto da riuscire a guadagnare l'ambito premio di Auto dell'anno nel 1992.
L'estetica venne nuovamente aggiornata ai canoni dell'epoca, con una modifica evidente nel frontale, molto più arrotondato e fornito non più di fari rotondi singoli, ma di una coppia di fari racchiusi in un guscio oblungo.

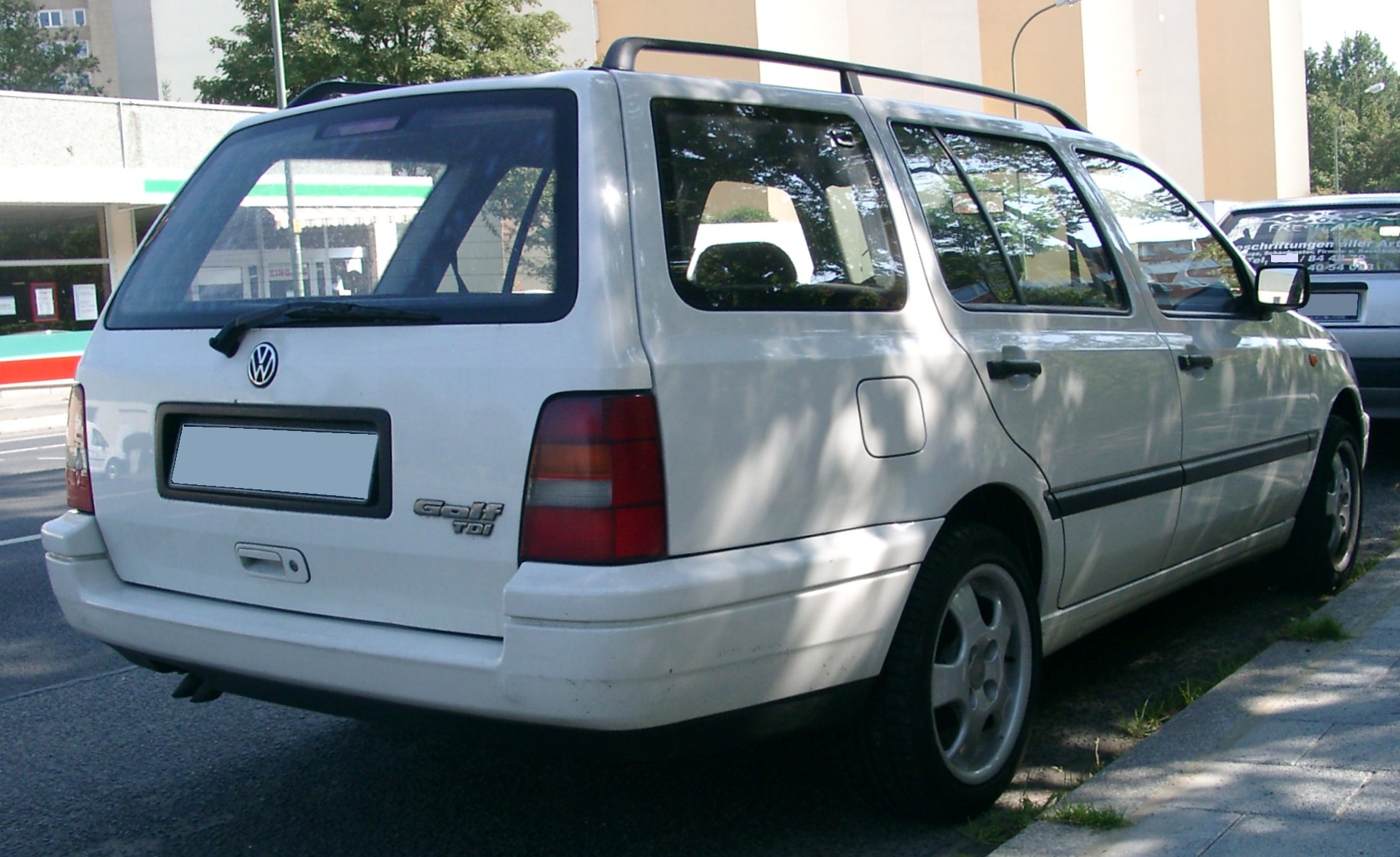
VW Golf III Variant

La Golf 3ª serie venne prodotta anche con motore 1.9 Diesel da 64 CV nello speciale allestimento Ecomatic, e questa versione fu una delle prime vetture a impiegare il sistema start e stop: premendo il pedale del freno nelle soste, il motore si spegneva, per poi riaccendersi rilasciando il pedale, e ciò consentiva di risparmiare carburante e di ridurre l'inquinamento, sebbene a scapito, sul lungo periodo, della durata dei componenti del sistema d'avviamento, in particolare della batteria, per la quale era consigliabile l'installazione di una versione GMA.
Sempre per quanto riguarda i propulsori a gasolio, su questa serie esordirono i motori 1.9 TDI, in una versione chiamata appunto GT TDI, da 90 CV (prima) e 110 CV (dopo), abbinati agli allestimenti GT e GT Special.
Nella terza serie fu confermato l'allestimento Syncro abbinato a varie motorizzazioni. Complice la nuova linea estetica accolse anche il favore dei ceti medio alti residenti nelle località di collina e montagna che l'adottarono talvolta come seconda auto.
Nel 1993 ci fu la riedizione della Cabriolet. Andò a sostituire la versione cabrio della prima serie, prodotta ininterrottamente dal 1979 fino a quel momento perché, tra le tante versioni in cui fu realizzata la seconda serie, non ce ne fu mai una scoperta. Venne avviata anche la produzione della versione familiare, denominata, come da tradizione, Variant.
Durante gli anni novanta la Volkswagen sponsorizzò anche tournée internazionali di artisti di primaria importanza e per ampliare l'impatto pubblicitario mise sul mercato degli allestimenti speciali dedicati: la Golf Pink Floyd Edition (1994), la Golf Rolling Stones Edition (1995) e la Golf Bon Jovi Edition (1996).

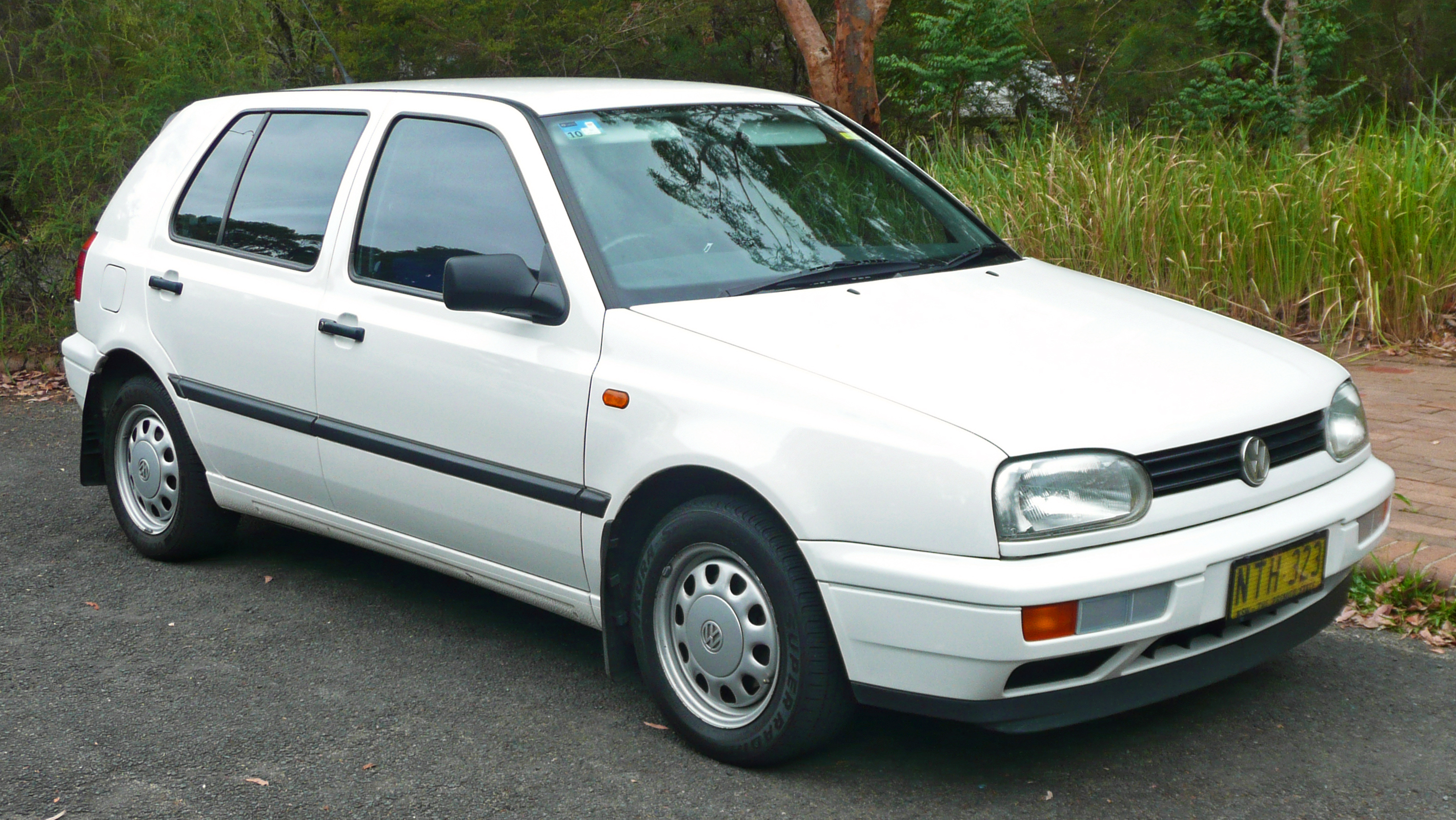
La Golf III ristilizzata

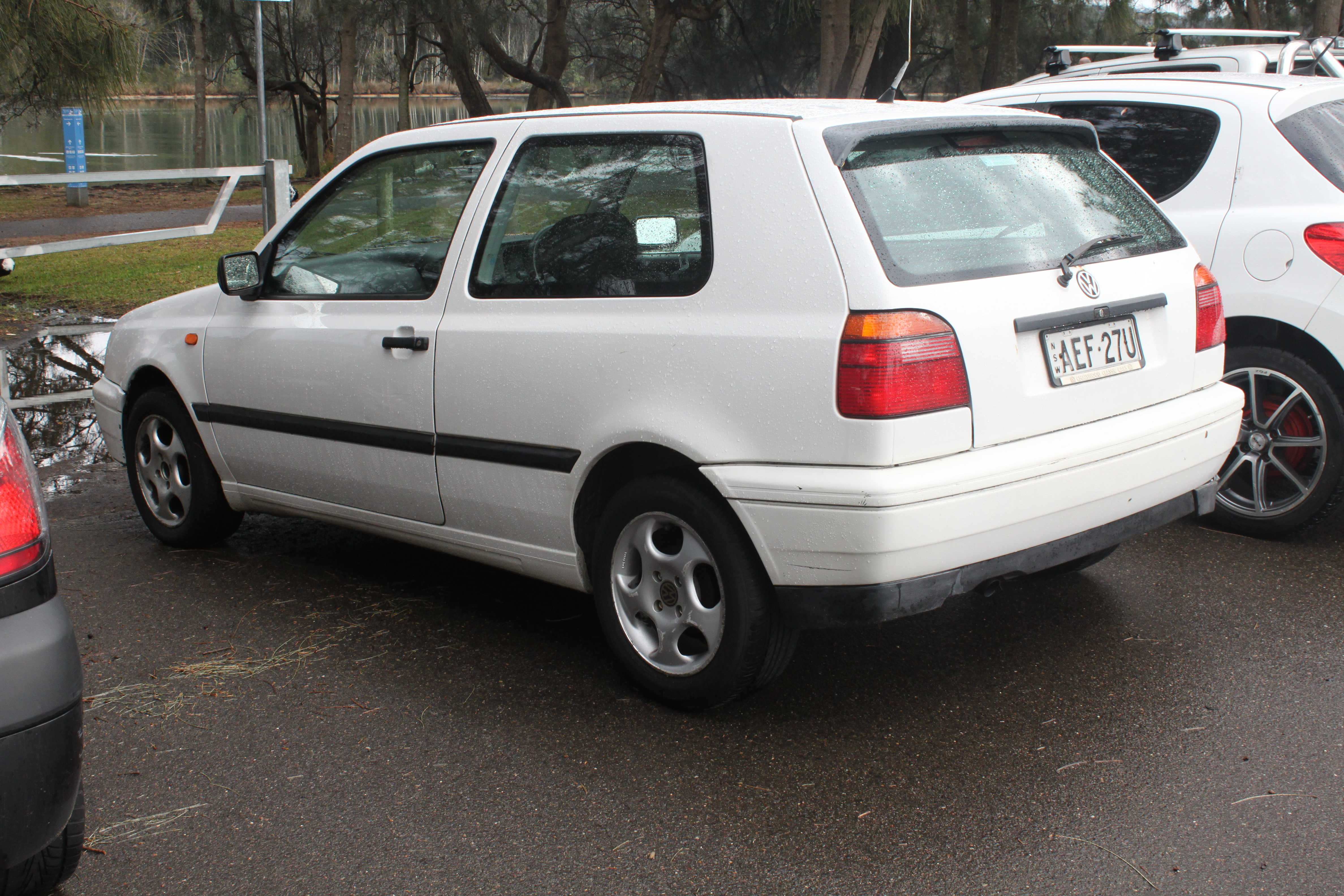
Una Volkswagen Golf tre porte del 1996

Nel 1996 venne prodotta la Golf arlecchino (harlequin) su base GL, caratterizzata da 4 diverse colorazioni dei vari componenti la carrozzeria, in combinazioni comunque differenti da modello a modello, dotata di sedili sportivi in tessuto e cerchioni diversi da quelli di serie. Inizialmente presentata solo per gli show automobilistici internazionali, visto l'alto gradimento del pubblico ne vennero poi prodotti 60 modelli, Mentre in Europa era su richiesta, nel mercato nordamericano ne vennero prodotte 264.

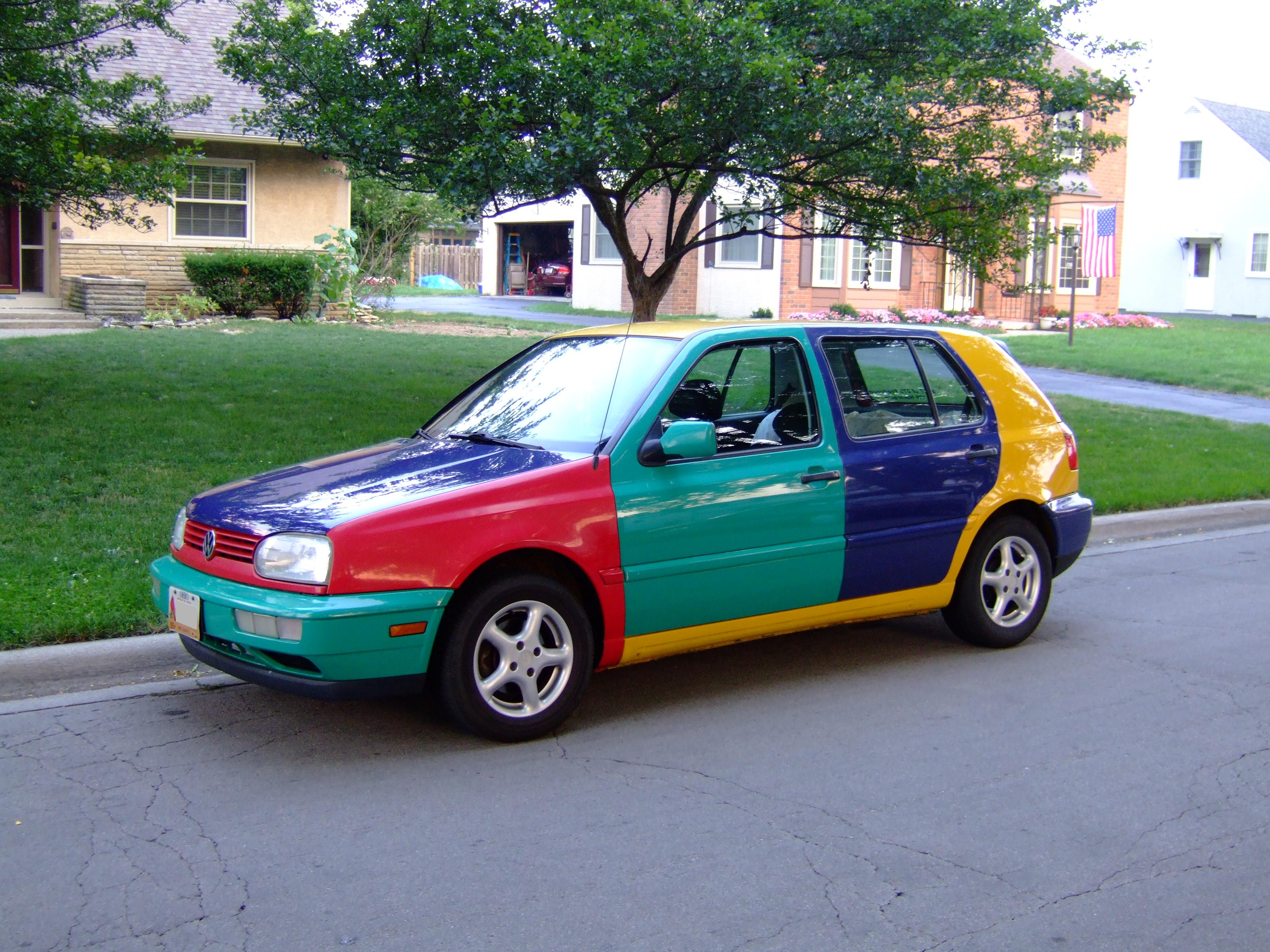
Una Golf arlecchino su base gialla

Dal 1992 al 1997 venne prodotta la versione Movie di gamma intermedia tra gli allestimenti GL, furono commercializzate rare versioni di GT e GTI spogliate dei normali segni distintivi della serie sportiva (fregi GT e GTI rossi sulla calandra e sul portellone posteriore e rifiniture delle porte posteriori) ma dotate del medesimo telaio e motore. Le movie con piattaforma sport sono riconoscibili dalla motorizzazione marchiata AFT per il 1.6 8V e ABA, ADY e AGT per il GTI; piccolo spoiler e cerchi 15" BBS Le Mans erano optional mentre era di serie per la versione il doppio airbag, interni con finiture verde chiaro, adesivi Movie sui fianchi e sui montanti posteriori e fendinebbia.
Nel 1996, in occasione dei 20 anni della GTI, fu lanciata la Golf GTI 20 years Edition, con un motore da 2000 cm³ a 16 valvole da 150 CV, dotata di airbag e ABS.
Al top di gamma, tra il 1992 e il 1996, c'era la Golf VR6, dotata del motore VR6 da 2800 cm³ e 174 CV, che era in produzione anche in versione syncro con 2900 cm³, 4WD e 190 CV.

## Motorizzazioni
| Modello                  | Disponibilità    | Motore  | Cilindrata (cm³) | Potenza max     | Coppia massima (Nm) | 0–100 km/h (secondi) | Velocità max (km/h) | Consumo medio (km/L) |
| 1.4 cat.                 | dal 1992 al 1995 | Benzina | 1391             | 40 kW (54 CV)   | 103                 | 14                   | 160                 | 14,7                 |
| 1.4/60 CV cat.           | dal 1991 al 1996 | Benzina | 1391             | 44 kW (60 CV)   | 116                 | 16,3                 | 160                 | 13,8                 |
| 1.6/75 CV cat.           | dal 1992 al 1998 | Benzina | 1595             | 55 kW (75 CV)   | 135                 | 14,0                 | 168                 | 14,6                 |
| 1.6/101 CV cat.          | dal 1995 al 1998 | Benzina | 1595             | 74 kW (101 CV)  | 132                 | 11,2                 | 188                 | 13,1                 |
| 1.8/75 CV cat.           | dal 1991 al 1992 | Benzina | 1781             | 55 kW (75 CV)   | 140                 | 14,0                 | 167                 | 14,1                 |
| 1.8/90 CV cat.           | dal 1991 al 1997 | Benzina | 1781             | 66 kW (90 CV)   | 145                 | 12,1                 | 175                 | 12,9                 |
| 2.0 cat. GTI             | dal 1991 al 1995 | Benzina | 1984             | 85 kW (116 CV)  | 170                 | 10,1                 | 196                 | 12,3                 |
| 2.0 16V cat. GTI         | dal 1992 al 1997 | Benzina | 1984             | 110 kW (150 CV) | 180                 | 8,7                  | 215                 | 11,5                 |
| 2.8 VR6 cat.             | dal 1991 al 1996 | Benzina | 2792             | 128 kW (174 CV) | 235                 | 7,6                  | 225                 | 10,4                 |
| 2.9 VR6 cat.             | dal 1995 al 1997 | Benzina | 2861             | 140 kW (190 CV) | 245                 | 7,6                  | 225                 | 9,4                  |
| 1.9 Diesel cat. Ecomatic | dal 1994 al 1997 | Diesel  | 1896             | 47 kW (64 CV)   | 124                 | 18,0                 | 156                 | 20,2                 |
| 1.9 Turbodiesel          | dal 1991 al 1996 | Diesel  | 1896             | 55 kW (75 CV)   | 150                 | 15,4                 | 165                 | 16,1                 |
| 1.9 TDI/90 CV cat.       | dal 1993 al 1997 | Diesel  | 1896             | 66 kW (90 CV)   | 202                 | 12,8                 | 178                 | 20,2                 |
| 1.9 TDI/110 CV cat.      | dal 1997 al 1997 | Diesel  | 1896             | 81 kW (110 CV)  | 235                 | 10,5                 | 193                 | 20,7                 |